# Manhattan Transfer (novela)
Manhattan Transfer es una novela de John Dos Passos publicada en 1925. Describe el desarrollo de la vida urbana neoyorquina desde la Gilded Age a la Edad del Jazz mediante la narración de varias historias individuales superpuestas.
Se la considera una de las obras más importantes de Dos Passos. El libro ataca el consumismo y la indiferencia de la vida urbana contemporánea, mostrando un Manhattan sin compasión pero también frenético y rebosante de energía. Para ello, emplea algunas técnicas de escritura experimental y collages narrativos que se harían más pronunciadas en posteriores trabajos del escritor, como su trilogía U.S.A. La técnica de Manhattan Transfer se inspiró en obras como el Ulises de James Joyce o La tierra baldía, de T. S. Eliot, además de ser comparada con los experimentos de collage de películas del director soviético Serguéi Eisenstein.
Sinclair Lewis la describió como «una novela de gran importancia» y «el amanecer de toda una nueva escuela de escritura». D. H. Lawrence la llamó «el mejor libro moderno sobre Nueva York» que había leído, describiéndola como una «película muy completa» de «la masa humana de luchadores, ganadores y perdedores que parece la esencia de Nueva York». En la promoción de una edición europea, Ernest Hemingway afirmó que Dos Passos había sido el único escritor estadounidense «capaz de enseñar a los europeos la América que realmente se encontraba al desembarcar».

## Contenido
Tiene rasgos similares a El gran Gatsby, publicada el mismo año. Ésta habla del éxito, mientras que Manhattan Transfer habla principalmente del fracaso. El título se refiere a una estación, la de transferencia a Manhattan, y es la metáfora que impregna el libro, que describe episodios de la vida de una serie de personas a lo largo de unos treinta años. Como en las mismas estaciones, hay gente que aparece en un breve capítulo y luego no se vuelve a ver; sin embargo, la mayoría de las personas acaban relacionándose, de una forma u otra: se casan, se divorcian o están en el mismo sitio a la vez.
El vínculo común es la ciudad de Nueva York, el centro de las cosas, donde mucha gente va a triunfar, y en algunos casos lo consigue, pero en muchos sólo consigue acabar en el fondo del río Hudson.
Es un libro más bien pesimista; no se mete demasiado en las motivaciones de la gente, ni bucea en su psicología. A veces muestra el tren de pensamientos de algún personaje, pero nunca crea tensión, simplemente relata, como si se tratara de un periodista. Precisamente es un periodista, Jimmy Herf, uno de los personajes principales del libro, sobre todo a través de su contacto con Ellen Thatcher, con cuyo nacimiento comienza.